# Odorenai nara, Gesu ni Natte Shimae yo
Odorenai nara, Gesu ni Natte Shimae yo (踊れないなら、ゲスになってしまえよ?) è il secondo mini-album della band giapponese Gesu no Kiwami Otome, pubblicata il 4 dicembre 2013 da gesukiwa records.
È stato il vincitore del 6° CD Shop Grand Prize.
Sono stati prodotti i video musicali per i brani Kirā Bōru (キラーボール?) e Mochi gāru (餅ガール?), entrambi diretti da Sugimoto Shigeru.

## Background
Il disco è stato annunciato per la prima volta il 9 settembre 2013. A settembre, il gruppo è diventato dj fisso del programma radiofonico The Kings Place di J-Wave. Il giorno dell'uscita del disco, è stato annunciato che la band aveva firmato per l'etichetta indipendente della Warner unBORDE. A gennaio è stato annunciato che anche l'altra band del cantante Enon Kawatani, gli indigo la End, avrebbe debuttato con la unBORDE lo stesso giorno.
Le canzoni registrate per il disco sono composte da brani classici dei loro live set del 2013. La canzone Kirā Bōru contiene una sezione della Fantasia-Improvviso di Frédéric Chopin, che Kawatani ha inserito perché voleva spezzare il costante ritmo dance della canzone con qualcosa di diverso.
L'illustrazione della copertina è stata realizzata da Nobumi Fukui, che ha creato anche l'artwork del precedente disco della band, Doresu no nugikata.
La canzone Kirā Bōru è stata pubblicata come download prima dell'uscita del disco il 20 novembre. Lo stesso giorno è stato pubblicato su YouTube il video musicale della canzone. Il video musicale è stato trasmesso in heavy rotation sulla televisione musicale Space Shower. Gesu no Kiwami Otome hanno fatto la loro prima esibizione televisiva il 9 dicembre 2013, eseguendo Kirā Bōru nel programma Sound Room della TBS. La canzone è stata anche scelta per essere utilizzata come sigla finale di dicembre per il programma Count Down TV. La canzone ha riscosso un successo tale da raggiungere la posizione numero 50 della classifica Billboard Japan Hot 100.
La seconda canzone pubblicizzata è stata Mochi gāru, il cui video musicale è stato presentato per la prima volta durante un evento alla Tower Records di Shinjuku il 21 dicembre. Il video è stato pubblicato su YouTube il 25 dicembre e ha ricevuto un'audience tale da raggiungere la posizione numero 78 della Billboard Adult Contemporary Airplay Chart a gennaio.
Nel 2014, il gruppo ha promosso l'uscita del disco con il suo primo tour, Gesu de Ikoka Vol. 1, esibendosi a Tokyo, Nagoya e Osaka nei mesi di gennaio e febbraio 2014. A febbraio e marzo 2014 hanno effettuato un doppio tour nazionale con il gruppo Kūsō Iinkai, esibendosi in otto città del Giappone.

## Tracce
Testi e musiche di Enon Kawatani.
1. キラーボール (Kirā Bōru?) – 4:49
2. 餅ガール (Mochi gāru?) – 3:44
3. ゲスな三角関係 (Gesuna sankaku kankei?) – 3:27
4. スレッドダンス (Sureddo dansu?) – 5:27
5. いこかなでしこ (Iko ka nadeshiko?) – 1:21
6. jajaumasan – 1:55
7. ハツミ (Hatsumi?) – 3:58
8. ホワイトワルツ (Howaitowarutsu?) – 4:27

## Classifiche
| Classifica                          | Posizione massima |
| ----------------------------------- | ----------------- |
| Oricon Japan classifica settimanale | 28                |

### Vendite
| Classifica             | Totale |
| ---------------------- | ------ |
| Vendite fisiche Oricon | 39.000 |